# أنيتا سوينا
أنيتا سوينا (مواليد أغسطس 2000) هي ناشطة بيئية كينية تنتمي إلى شعب الماساي. وهي مؤلفة كتاب «الحرب الخضراء» ومؤسسة منظمة «سبايس ووريورز» وهي جماعة تدافع عن تغير المناخ في كينيا.

## حياتها المبكرة وتعليمها
ولدت أنيتا سوينا في 2000. ونشأت في شمال كاجيادو بكينيا لأسرة تنحدر من أقلية الماساي. تخرجت بشهادة بكالوريوس الآداب في العلاقات العامة والاتصال المؤسسي من جامعة الوسائط المتعددة في كينيا عام 2021. نفذت سوينا أيضًا برنامجًا على هارفارد إيديكس، منصة التعليم عبر الإنترنت التابعة لجامعة هارفارد، حول آثار الاحتباس الحراري على صحة الإنسان.

## حياتها المهنية
عملت أنيتا سوينا كسفيرة علامة تجارية ومديرة رقمية في مركز ليك باسين لطب وتقويم الأسنان في كينيا. بجانب نشاطها البيئي ناشطة بيئية وقد ألفت كتاب «الحرب الخضراء». الذي يدور التحديات البيئية التي تواجه كينيا. وهي تشغل أيضًا منصب مديرة فنية في شيركو للإعلام.

## نشاطها
أسست سوينا منظمة «سبايس ووريورز» في 2018 تحت إشراف إريك ماستسانزا وهي مجموعة مبادرة بيئية مقرها في نيروبي، تدعو إلى الاستدامة البيئية في كينيا. كما حضرت سوينا مؤتمر الأمم المتحدة للتغير المناخي في نوفمبر 2021 لإبداء رأيها حول حالة الطوارئ الوطنية للجفاف والفيضانات في بلدها في الوادي المتصدع الكبير.

## مسيرتها السياسية
انضمت سوينا إلى التحالف الديمقراطي المتحد كأول حزب لها يتنافس على منصب عضو في البرلمان ممثلًا عن شمال كاجيادو في البرلمان الكيني الثالث عشر. لكنها تركت حزب التحالف لتنضم إلى حزب العمل والتفكير الأخضر الذي قاده إسحاق كالوا لتمثيل نفس المنصب في وقت لاحق، في 24 مارس 2022. وكان سبب انتقالها إلى حزب العمل والتفكير الأخضر لتطبيقه إلغاء رسوم الترشيح للنساء الطامحات اللائي ينضممن إلى الانتخابات في حزبه.

## إثارتها للجدل
تورطت سوينا في فضيحة خيانة زوجية مع الممثل الكوميدي الكيني تيرينس كريتيف، تلقت على إثرها تهديدات من زوجته ميلي شابي.

## مؤلفاتها
- 2020: الحرب الخضراء.[15]

## وصلات خارجية
- أنيتا سوينا - الموقع الرسمي
- أنيتا سوينا - تويتر